# Skarpans församling
Skarpans kallades den fästningsförsamling som fanns på Bomarsunds fästning på Åland 1842–1854. Församlingen fick sitt namn efter den gård som tidigare låg på fästningsområdet. 1832 började Ryssland bygga ett befäst militärläger i Sunds församling. Kejsaren beordrade att en predikant skulle anställdas för de evangelisk-lutherska soldaterna och deras familjer på Bomarsunds fästning. Han tillträdde den 9 april 1842.  Församlingen fick en egen tillfällig kyrka 1844, då en gudstjänstlokal inreddes i ett av fästningens valv. Engelska och franska krigsfartyg förstörde fästningen i Krimkriget 1854. I fredsfördraget gick Ryssland med på att ge upp reparationen av fästningen och därmed upphörde församlingen.
Henrik Johan Hjorth var församlingens predikant 1842–1851 och Karl Gustaf Lindström 1851–1854. Lindström arbetade till en början som tjänstgörande predikant och 1854 avskaffades hans tjänst. 1847 hade församlingen en adjunkt som hette Johan Josef Fogelberg.